# Manfred Engelhardt (Journalist)

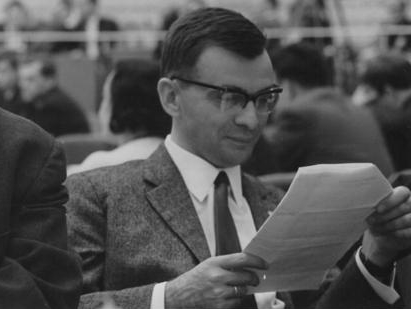
Manfred Engelhardt (1966)

Manfred Engelhardt (* 25. Februar 1929 in Leipzig) ist ein deutscher Journalist.
Manfred Engelhardt arbeitete seit 1951 für das Staatliche Rundfunkkomitee, wo er von Februar 1962 bis April 1974 Leiter der HA Funkdramatik war. (Sein Nachfolger wurde 1975 Hans Bentzien). 1975 bis 1977 war Engelhardt stellvertretender Vorsitzender des Staatlichen Komitees für Fernsehen.
Ab 1977 war Manfred Engelhardt Chefkommentator beim Berliner Rundfunk.

## Auszeichnungen
- 1969: Verdienstmedaille der Nationalen Volksarmee in Silber[2]
- 1989: Vaterländischer Verdienstorden in Silber[3]

## Hörspiele
- 1970: Autorenkollektiv (Co-Autor): Gespräche an einem langen Tag – Regie: Detlef Kurzweg (Hörspiel – Rundfunk der DDR)
- 1970: Der falsche Australier – Regie: Werner Grunow (Hörspiel – Rundfunk der DDR)

## Schriften
- Sozialistische Funkdramatik. Abbild und Voraussicht unseres Lebens. In: Weimarer Beiträge. Jg. 17, H. 8 (1971): S. 58–91.
- Deutsche Lebensläufe. Gespräche (mit Stephan Hermlin u. a.) Berlin: Aufbau-Taschenbuch-Verl., 1990. ISBN 3-7466-0010-3